# Günter Heberle
Günter Heberle (* 21. September 1973 in Kiel) ist ein ehemaliger deutscher Fußballspieler und derzeitiger -trainer.

## Karriere
Heberle kam aus der Jugend des FC Augsburg und schaffte dort den Sprung in das Profiteam. Danach folgten mit dem Wacker Burghausen und der SpVgg Landshut weitere Stationen in der Bayernliga sowie 2 Jahre im Amateurteam des TSV 1860 München. Zur Saison 1999/2000 kehrte Heberle wieder zum FC Augsburg zurück, allerdings wechselte er schon ein Jahr später in die 2. Bundesliga zu den Stuttgarter Kickers, nachdem Heberle mit den Kickers den Klassenerhalt nicht schaffte, wechselte er zum FC Schweinfurt. Seine aktive Laufbahn ließ Heberle dann beim TSV Crailsheim ausklingen.
Dem Fußball blieb er aber treu und trainierte von 2007 bis 2013 den SV Kirchanschöring. Dort erlitt er im Sommer 2010 bei einem Spiel einen Herzstillstand und lag im künstlichen Koma. Nach diesem Vorfall pausierte er ein Jahr und kehrte dann wieder zu seinem Trainerjob zurück. Zuletzt fungiert er beim Wacker Burghausen als Trainer der zweiten Mannschaft und später als Co-Trainer von Uwe Wolf bei den Profis.

## Privates
Heberle ist Geschäftsführer der HeTec Handytarifmakler GmbH und der Telefusion GmbH.